# Safe affordable fission engine

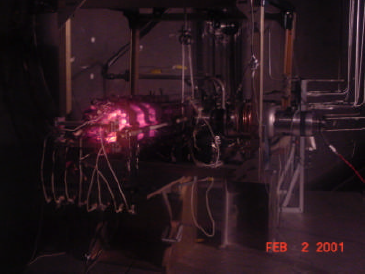
Petit réacteur expérimental SAFE-30

Les Safe affordable fission engine (SAFE, Moteurs à Fission Abordables et Sûrs) sont de petits réacteurs de fission expérimentaux de la NASA destinés à la production d’électricité dans l’espace. Le plus connu est le réacteur SAFE-400 produisant 400 kW de puissance thermique et 100 kW d'électricité à l'aide d'une turbine à gaz à cycle fermé Brayton. Le combustible est du nitrure d'uranium dans un cœur de 381 barres plaqué de rhénium. Trois barres de combustible entourent un caloduc molybdène - sodium qui transporte la chaleur à un échangeur de chaleur. L'ensemble est appelé un heatpipe power system,. Le réacteur a une hauteur d'environ 50 cm, une largeur de 30 cm et pèse environ 512 kg. Il a été développé au Laboratoire national de Los Alamos et au Centre de vol spatial Marshall sous la direction de Dave Poston. Le petit réacteur appelé SAFE-30 fut le premier à être fabriqué. 
Le fluide utilisé dans le réacteur est un mélange de gaz hélium-xénon. 
Le projet était financé sur des fonds discrétionnaires du budget du laboratoire et était exécuté principalement en dehors du travail normal des chercheurs. 